# 최신원
최신원(1953년 1월 5일(1952년 음력 11월 20일) ~ )은 대한민국의 기업인이다. SKC 대표이사 회장이다.

## 생애
1953년 1월 5일, SK 그룹 창업주 최종건과 노순애 사이의 3남 4녀 중 차남으로 재벌家에서 태어났다. 배문고등학교를 졸업한 이후에 경희대학교에서 경영학을 전공했다. 
1981년, 선경합섬을 시작으로 이사, 상무, 전무, 부사장 등을 임원 직위를 거쳤으며, 1997년부터 1999년까지 SK유통 대표이사회 부회장으로 취임했다. 
2000년, SKC 대표이사 회장으로 취임했다.

## 경력
- 1981년: 선경합섬
- 1987년: 선경 미국 뉴욕사무소 이사
- 1999년: 선경그룹 경영기획실 상무
- 1994년: 선경 전무
- 1996년: 선경 부사장
- 1997년 ~ 1999년: SK유통 대표이사 부회장
- 2000년 ~ 2015년 3월: SKC 대표이사 회장
- 2011년 6월: 한국브라질소사이어티 회장
- 2011년 8월: 제5대 경기사회복지공동모금회 회장
- 2012년 1월: 브라질 명예영사
- 2012년 4월: 제21대 수원상공회의소 회장
- 2013년 4월: 제2대 한국상표 디자인협회 회장
- 2013년 9월 ~ : 국제전략문제연구소 태평양포럼 이사
- 2015년 2월: 제3대 한국상표 디자인협회 회장
- 2015년 3월: SKC 회장
- 2015년 3월 ~ 2018년 3월: 제22대 수원상공회의소 회장
- 2015년 3월: 제12대 경기도상공회의소연합회 회장
- 2015년 3월 ~ 2018년 3월: 제22대 대한상공회의소 부회장
- 2016년 3월 ~ 2021년 10월: SK네트웍스 대표이사 회장
- 2016년 11월 ~ : 나눔교육포럼 회장
- 2017년 ~ : 한국해비타트 더프리미어 골든해머
- 2017년 ~ : 유엔글로벌콤팩트 한국협회 이사
- 2017년 ~ : 세계공동모금회 UWW 1000만 달러 라운드테이블 회원
- 2018년 ~ : 제33대 대한펜싱협회 회장
- 2018년 ~ : 사회복지공동모금회 부회장
- 2019년 ~ : 아시아펜싱연맹 부회장